# Harald Schandry
Harald Schandry (* 18. März 1956; † 10. Juli 2025) war ein deutscher Schauspieler und Theatermacher. Er war Gründer und Leiter des Klecks-Theaters Hannover.

## Leben
Harald Schandry studierte Schauspiel an der Hochschule für Musik, Theater und Medien Hannover. Er war vor allem als Theaterschauspieler und Theatermacher tätig. Ab den 1980er Jahren in Hannover verankert, wirkte er in zahlreichen Bühnenproduktionen mit – oft in Doppelrollen als Regisseur und Darsteller, mit körperbetonter, clownesker Spielweise und direktem Zugang zum jungen Publikum. Als freischaffender Schauspieler trat er auch in Filmen und Fernsehproduktionen auf.
1987 gründete Harald Schandry das Klecks‑Theater als mobiles emanzipatorisches Kinder‑ und Jugendtheater, das 1994 in das denkmalgeschützte Alte Magazin in Hannovers Südstadt einzog und mit jährlich rund 25.000 Besuchern eine der besucherstärksten freien Bühnen Niedersachsens ist. Er prägte das Kinder- und Jugendtheater Hannovers entscheidend. Sein Kleckstheater etablierte sich als Plattform für kreative Produktionen, die sich explizit an junge Zielgruppen richteten.

## Filmografie (Auswahl)
- Ein kurzes Leben lang, 1983, Polizist
- Bella Block, 1999, Lover
- Stadtklinik, 1999, Freund
- Tanja, 2000, HBM Ähre
- Tatort , 2005, Croupier
- Die Rettungsflieger, 2007, Generalmajor